# Comisión Internacional de Juristas

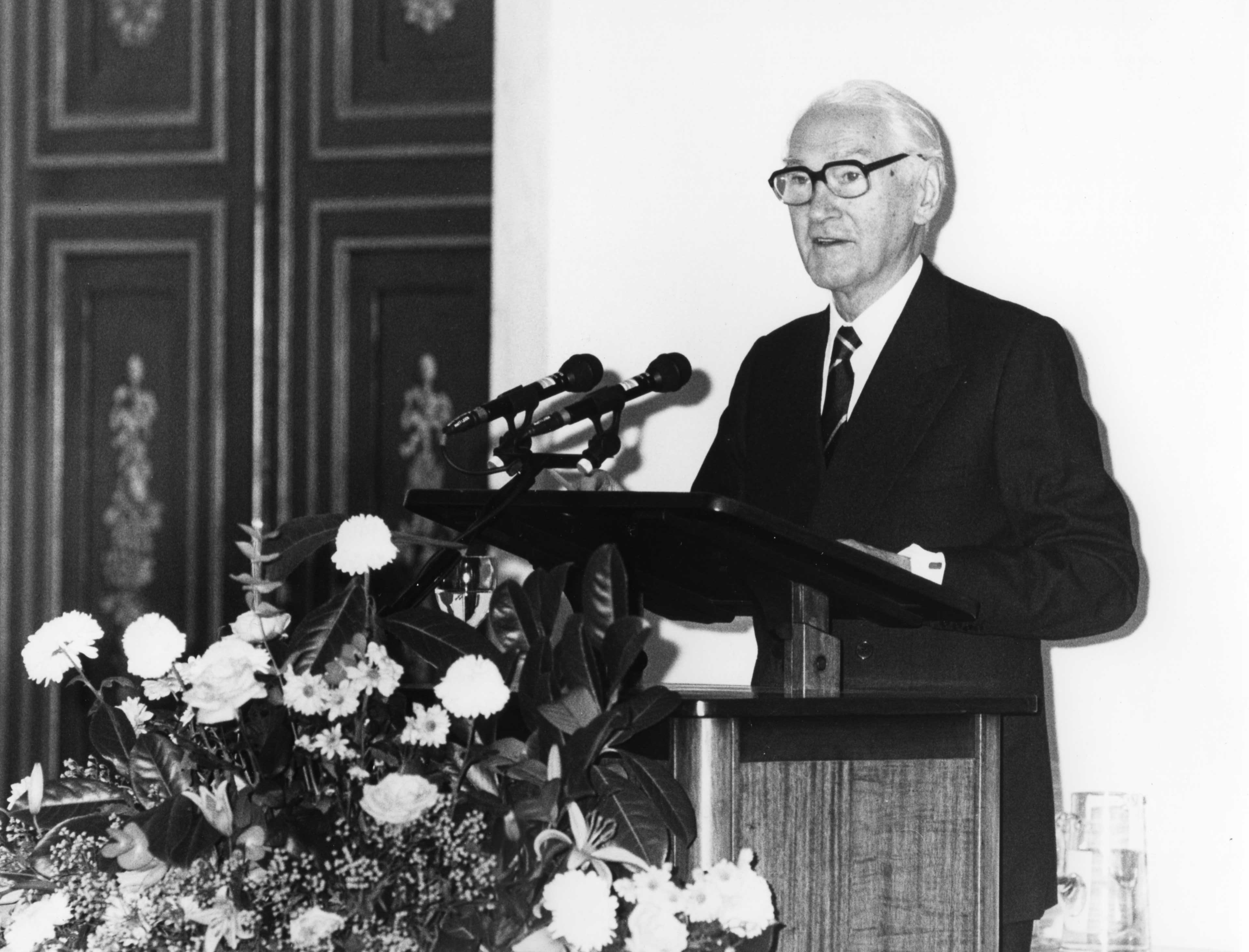
1989 Comisión Internacional de Juristas

La Comisión Internacional de Juristas (CIJ) es una Organización no gubernamental (ONG) internacional con sede en Ginebra (Suiza). Fue creada en Berlín (Alemania) en el año 1952 de mano del jurista alemán Walter Linse, Presidente de la Asociación de Juristas Alemanes Libres. Su finalidad es proteger y promover los derechos humanos y el imperio de la ley. Está formada por 60 juristas veteranos, de todos los países del mundo y con representantes de todas las profesiones jurídicas. Incluye a jueces, abogados, profesores de derecho, asesores jurídicos, etc. Tiene 37 secciones nacionales y 45 organizaciones afiliadas en todo el mundo.
En 1955, la CIJ publicó un informe "Under False Colours" donde afirma que la Asociación Internacional de Juristas Democráticos, si bien se cuida de no declararse abiertamente al respecto, defiende and apoya los principios del comunismo soviético. Agrega que dicha asociación y sus filiales parten de principios totalmente opuestos a los que sustentan el trabajo de la CIJ.
En 1962 emitió un informe titulado El imperio de la ley en España que concluyó la inexistencia de un estado de derecho y de libertades en la España franquista, que en aquel momento aspiraba a ingresar en la Comunidad Económica Europea y que no consiguió.
La CIJ se adjudicó el primer Premio de Derechos Humanos del Consejo de Europa en 1980, el Premio de la Paz Wateler de la Fundación Carnegie en 1984, el Premio Erasmus de la Paremium Erasmianum Foundation en 1989 y el Premio de las Naciones Unidas para los Derechos Humanos en 1993. La CIJ fue también designada en 1987 como Mensajero de la Paz de la Asamblea General de Naciones Unidas como parte de su Año Internacional de la Paz. La Comisión Internacional de Juristas tiene estatuto consultivo ante el Consejo Económico y Social de las Naciones Unidas (ECOSOC), la Organización de las Naciones Unidas para la Educación, la Ciencia y la Cultura (Unesco), el Consejo de Europa y la Unión Africana. La CIJ también mantiene relaciones de cooperación con diversos órganos de la Organización de Estados Americanos.